# Valerius Andreas

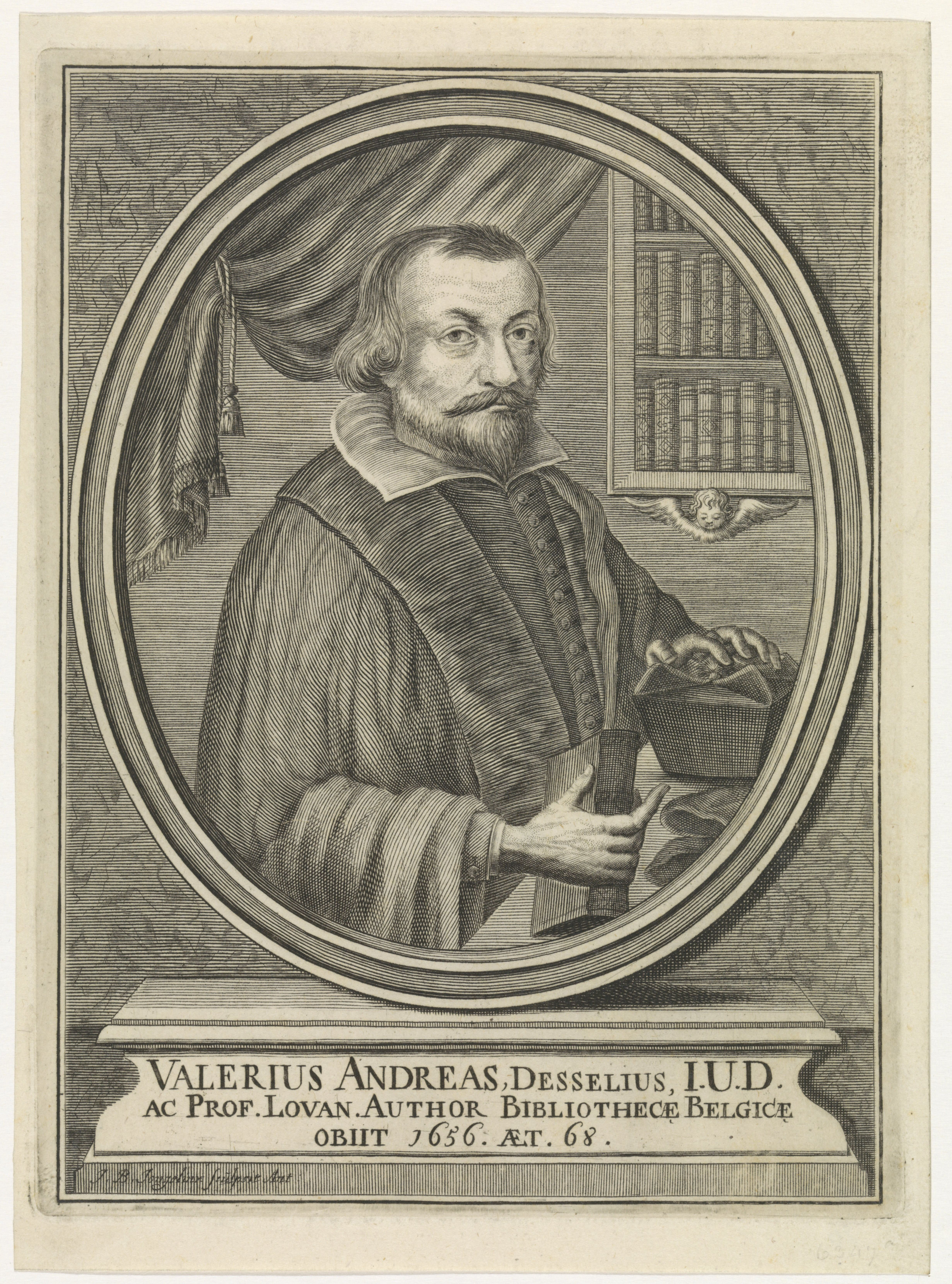
Stich aus dem 18. Jahrhundert

Valerius Andreas (* 27. November 1588 in Dessel; † 29. März 1655 in Löwen; eigentlich Walther Driessens; auch Desselius ) war ein Literaturhistoriker, Rechtswissenschaftler und Hochschullehrer.
Seine Schulzeit absolvierte Andreas in Antwerpen. Sein Lehrer war unter anderem der Jesuit Andreas Schott. Aubertus Miräus zählte seit seiner Studienzeit zu seinen Freunden. Sein Universitätsstudium nahm er an der französischen Universität Douai auf.
Andreas nahm 1611 an der Universität Löwen den Ruf zum Professor des Hebräischen an. Er unterrichtete am Collegium Trilingue. Am 22. November 1621 erfolgte die Promotion zum Doktor der Rechte. Daraufhin erhielt er zusätzlich die Professur der Institutionen. 1636 wurde er daneben Bibliothekar der Universität.

## Publikationen (Auswahl)
- Catalogus Clarorum Hispaniae Scriptorum, qui latine disciplinas omnes humanitatis, Jurisprudentiae, Philosophiae, Medicinae ac Theologiae illustrando etiam trans Pyrenaeos evulgati sunt. Nunc primum ex omnibus Nundinarum Catalogis ac Bibliothecis diligenter collectus., Löwen 1607
- Imagines Doctorum Virorum e variis gentibus Elogiis brevibus illustratae, Löwen 1611
- Collegii Trilinguis Buslidiani in Academia Lovaniensi exordia et progressus et linguae Hebraicae encomium, Löwen 1618
- Bibliotheca Belgica, de Belgis vita scriptisque claris, Praemissa Topographia Belgii totius seu Germaniae inferioris descriptione, Löwen 1623, stark vermehrt 1643
- Erotemata juris canonici, Jena 1675